# Saint-Jean-le-Blanc (Calvados)
Saint-Jean-le-Blanc ist eine ehemalige französische Gemeinde mit zuletzt 353 Einwohnern (Stand: 1. Januar 2014), den Saint-Jeannais, im Département Calvados in der Region Normandie.
Zum 1. Januar 2017 wurde Saint-Jean-le-Blanc im Zuge einer Gebietsreform zusammen mit den benachbarten Gemeinden Lassy und Saint-Vigor-des-Mézerets als Ortsteil in die neue Gemeinde Terres de Druance eingegliedert.

## Geografie
Saint-Jean-le-Blanc liegt rund 38 km südwestlich von Caen. Das im Département Manche gelegene Saint-Lô ist etwa 42 km entfernt.

## Bevölkerungsentwicklung
| Jahr                             | 1793  | 1836  | 1876 | 1926 | 1946 | 1968 | 1990 | 2014 |
| Einwohner                        | 1.360 | 1.207 | 872  | 560  | 477  | 401  | 334  | 353  |
| Quelle: Cassini, EHESS und INSEE |       |       |      |      |      |      |      |      |

## Sehenswürdigkeiten
- Kirche Saint-Jean
- Wegkapelle Notre-Dame-de-la-Pitié aus dem 17. Jahrhundert